# Stenella pittospori
Stenella pittospori är en svampart som beskrevs av U. Braun 2007. Stenella pittospori ingår i släktet Stenella, och familjen Mycosphaerellaceae. Inga underarter finns listade i Catalogue of Life.